# Beylikova
Beylikova là một huyện thuộc tỉnh Eskişehir, Thổ Nhĩ Kỳ. Huyện có diện tích 450 km² và dân số thời điểm năm 2007 là 7450 người, mật độ 17 người/km².